# Micrastur ruficollis
Micrastur ruficollis là một loài chim trong họ Falconidae.
Loài này hiện diện trên hầu hết các vùng nhiệt đới và cận nhiệt đới Mỹ Latinh, ngoại trừ bờ biển Thái Bình Dương khô cằn ở Nam Mỹ, phía bắc và phía tây Mexico, và quần đảo Antilles.